# ORP Generał Tadeusz Kościuszko (273)
ORP Generał Tadeusz Kościuszko (273) je fregata Polského námořnictva. Jedná se bývalou americkou fregatu USS Wadsworth (FFG-9), kterou si Polsko koupilo.

## Výzbroj
Generał Tadeusz Kościuszko je vyzbrojen jedním 76mm kanónem Mk 75, jedním jednohlavňovým odpalovacím zařízením Mk 13 pro třicet šest protiletadlové řízené střely středního dosahu RIM-66 Standard a čtyři protilodní střely RGM-84 Harpoon, jedním 20mm kanónovým systémem blízké obrany Mk 15 Phalanx a dvěma torpédomety Mk 32 pro torpéda A244 Mod 3 nebo MU90 Impact. Fregata je vybavena přistávací plochou pro dva vrtulníky Kaman SH-2 Seasprite.